# Tour della nazionale maschile di rugby a 15 della Romania 2004
Tra il 2004 e il 2007, la nazionale della Romania di "rugby a 15" si reca all'estero in poche occasioni, ma sempre contro avversari qualificati, come Galles e Irlanda.
Nel 2004, si reca in Galles per un test singolo, senza storia.
| Arbitro: | Kelvin Deaker |

| |            | |
| Shanklin 4, GR Williams Cooper, Henson, Jenkins, D.Jones S.Jones | mt         | Sirbu |
| S. Jones 7, Sweeney | tr         | Tofan |
| 15.Gareth Thomas (cap.), 14.Rhys Williams, 13.Tom Shanklin, 12.Gavin Henson, 11.Hal Luscombe, 10.Stephen Jones, 9.Dwayne Peel, 8.Michael Owen, 7.Colin Charvis, 6.Dafydd Jones, 5.Luke Charteris, 4.Gareth Llewellyn, 3.Adam Jones, 2.Mefin Davies, 1.Gethin Jenkins - Sostituti: 16.Steve Jones, 17.Duncan Jones, 18.Jonathan Thomas, 19.Martyn Williams, 20.Gareth Cooper, 21.Ceri Sweeney, 22.Mark Taylor | Formazioni | 15.Valentin Maftei, 14.Vasile Ghioc, 13.Cristian Săuan, 12.Romeo Gontineac, 11.Ion Teodorescu, 10.Ionut Tofan, 9.Lucian Sirbu, 8.Alin Petrache (cap.), 7.Alex Tudori, 6.Costica Mersoiu, 5.Cristian Petre, 4.Cornel Tatu, 3.Marcel Socaciu, 2.Bogdan Zebega, 1.Petru Balan - Sostituti: 16.Razvan Mavrodin, 17.Bogdan Balan, 18.Valentin Ursache, 19.George Oprisor, 20.Iulian Andrei, 21.Flavius Dobre, 22.Ionut Dimofte |